# North Harbour International 2005
Die North Harbour International 2005 im Badminton fanden vom 9. bis zum 12. Juni 2005 statt.

## Sieger und Platzierte
| Disziplin    | Gold                                  | Silber                           | Bronze                          |
| ------------ | ------------------------------------- | -------------------------------- | ------------------------------- |
| Herreneinzel | Geoffrey Bellingham                   | John Moody                       | Conrad Hückstädt                |
| Herreneinzel | Geoffrey Bellingham                   | John Moody                       | Niluka Karunaratne              |
| Dameneinzel  | Rebecca Bellingham                    | Miyo Akao                        | Tania Luiz                      |
| Dameneinzel  | Rebecca Bellingham                    | Miyo Akao                        | Rachel Hindley                  |
| Herrendoppel | Geoffrey Bellingham Craig Cooper      | Boyd Cooper Travis Denney        | John Gordon Daniel Shirley      |
| Herrendoppel | Geoffrey Bellingham Craig Cooper      | Boyd Cooper Travis Denney        | Ross Smith Glenn Warfe          |
| Damendoppel  | Nicole Gordon Sara Runesten-Petersen  | Rebecca Bellingham Renee Flavell | Donna Cranston Kimberly Windsor |
| Damendoppel  | Nicole Gordon Sara Runesten-Petersen  | Rebecca Bellingham Renee Flavell | Kellie Lucas Kate Wilson-Smith  |
| Mixed        | Daniel Shirley Sara Runesten-Petersen | Craig Cooper Lianne Shirley      | Travis Denney Kate Wilson-Smith |
| Mixed        | Daniel Shirley Sara Runesten-Petersen | Craig Cooper Lianne Shirley      | Stuart Brehaut Tania Luiz       |